# نیل کارول
نیل کارول (انگلیسی: Neil Carroll؛ زادهٔ ۲۱ سپتامبر ۱۹۸۸) بازیکن فوتبال اهل بریتانیا است.